# William Hann

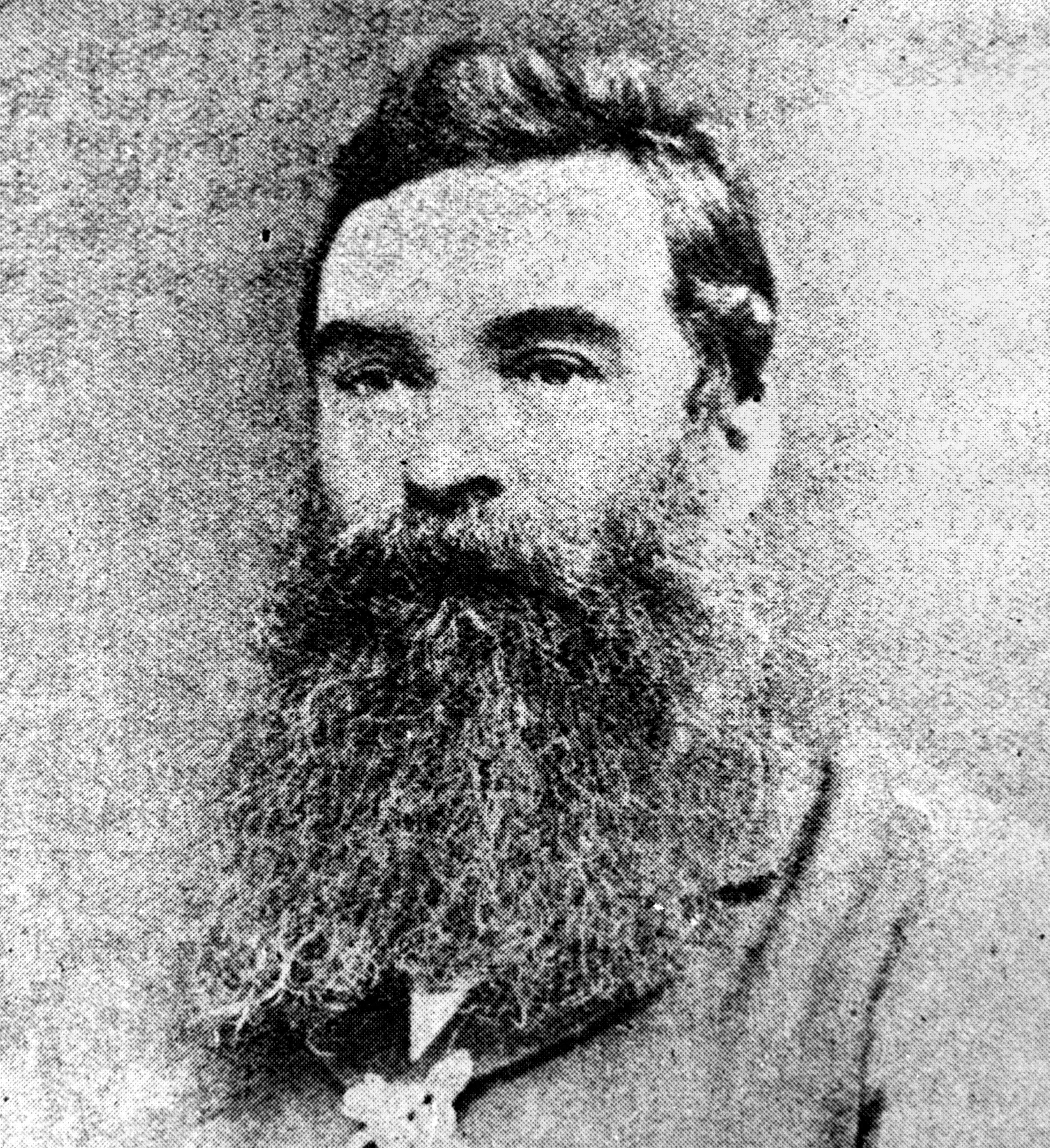
William Hann

William Hann (* 26. Februar 1837 in Wiltshire, England; † 5. April 1889 in Townsville, Queensland, Australien) war ein britischstämmiger Entdeckungsreisender und Viehzüchter in Australien.

## Frühe Jahre
William war der Sohn von Joseph Hann und seiner Frau Elizabeth, geborene Sharpe. Seine Eltern, er und sein jüngerer Bruder Frank Hann emigrierten im Jahr 1851 aus dem Wiltshire ins Gebiet des Westernports in Victoria. 1862 ging sein Vater in das neu erkundete Gebiet des Burdekin River in Queensland, wo er mit Richard Daintree und weiteren Investoren aus Melbourne die Viehstationen Bluff Downs, Maryvale und Lolworth aufbaute. Nach der großen Flut im Januar 1864 im Gebiet des Burdekin River, in der die Existenzgrundlage seines Vaters zerstört wurde, kämpfte William gegen Dingos und fallende Wollepreise und musste seine letzten 19.000 Schafe über Land bis nach Victoria treiben. Die Viehstationen Lolworth und Bluff Downs mussten aufgegeben und das Vieh nach Maryvale getrieben werden.

## Expedition
1872 erhielt William den Auftrag das Innere der Cape-York-Halbinsel zu erkunden. Trotz großer Schwierigkeiten, sowohl während der Erkundung als auch mit unqualifiziertem Personal erreichte er den Endeavour River und erkundete auch Land, das sich für die Landwirtschaft eignete. Er entdeckte und benannte den Tate, Daintree River und Palmer River. Des Weiteren entdeckte er ein Goldvorkommen, das er nicht für ausbeutungswürdig hielt. James Mulligan erkundete das Verkommen genauer und löste einen Goldrausch aus. Hann trieb sein Vieh in diese Goldfelder, verkaufte es und verdiente damit ein Vermögen. 

## Späte Jahre
Im Jahr 1886 nach einer Reise nach Ceylon, verknüpfte er diese wirtschaftlichen Interesse mit dem Maryvale-Gebiet, finanzierte den Bau der St James Cathedral in  Townsville und war ein Mitglied des Dalrymple Divisional Board. Er ertrank beim Schwimmen bei Townsville im Jahr 1889 und wurde im West End Cemetery in Townsville beerdigt.
William Hann zählt zu den bedeutenden Entdeckern des Nordens von Queensland.